# Emílio tavares lima
Emílio Tavares Lima é poeta, escritor, e comunicólogo de Guiné-Bissau. Ele representou a Guiné-Bissau em eventos de literatura na África, Europa e nas Américas. Hoje, Emílio mora em Escócia onde estuda Desenvolvimento Comunitário na Universidade de Glasgow.
Educação
Obteve a licenciatura em Administração Tecnologias de Informação e Comunicação e Cultura pela Universidade Lusófona de Humanidades e Tecnologias de Lisboa e pela Escola Secundária de Sacavém
Carreira Literária
Emílio ganhou vários prêmios de poesia na Guiné-Bissau e em Portugal. O primeiro romance, Finhani-o vagabundo apaixonado foi publicado em 8 de Augusto, 2021. Em prosa poética, conta uma história de emigração em 142 páginas. O  secundo romance de Emílio, chamado Pérola de Estuário, foi publicado em julho de 2017. O livro combina poesia e prosa para contar a história de Artur, um soldado de Portugal que se encontra na Guiné-Bissau depois da declaração de independência em 1973. Artur se apaixona por uma  mulher e tem de regressar à Guiné-Bissau para a encontrá-la. Este romance é leitura recomendada na Universidade Amílcar Cabral (UAC).
Em 2022 publicou o  livro de poesia "Pedaço Teu: Musa e Pátria Minha". Os poemas centralizam temas de pertencimento e remontam à infância do autor.
Emilio é um fundador da AEGUI - Associação de Escritores da Guiné-Bissau, da GBACS-UK - Sociedade Académica e Cultural da Guiné-Bissau.
Premios
Em 2018, Emílio foi reconhecido com o prêmio “Melhores da Guiné-Bissau” na categoria Literatura.